# Tobias Billström
Tobias Billström (n. Município de Malmö, 27 de dezembro de 1973) é um político sueco, do Partido Moderado (social-conservador).
Desde 18 de outubro de  2022, é Ministro dos Negócios Estrangeiros no Governo Kristersson.

## Carreira
É deputado do Parlamento da Suécia (Riksdagen) desde 2002.
Foi Ministro das Migrações em 2006-2014.
É Ministro dos Negócios Estrangeiros desde 2022.